# Адриансен, Винсент
Винсент Адриансен, или Винсент Адриани (нидерл. Vincent Adriaenssen, Vincent Adriaensz, Adriani, le Manchole, Il Manciola, Vincenz Leckerbetien, Vincent Leckerbeetjen); 1595, Антверпен — 1675) — фламандский живописец эпохи барокко, который провёл значительную часть своей жизни в Париже и Риме, где был особенно известен пейзажами с батальными или охотничьими сценами.
Винсента Адриансена иногда ошибочно отождествляют с другим художником, Винсентом Мало.

## Биография
Винсент родился в семье художников в Антверпене. Его отец Эмануэль Адриансен был выдающимся музыкантом: лютнистом и композитором. Его старший брат Александр Адриансен был успешным живописцем, специализирующимся на натюрмортах, а младший брат Никлас Адриансен был живописцем-портретистом. Позднее он стал тестем художника Яна де Момпера.
Считается, что первое художественное образование Винсент получил у своего брата Александра. С 1625 по 1645 год он жил и работал в Риме. Он также был в Париже с 1642 по 1645 год, а затем снова в 1648 году, работая для кардиналов Мазарини и Ришельё. С 1661 года и до своей смерти снова в Риме. В Италии и Франции он был известен под прозваниями «Манчиола», «Манчола» (Калека), или «Паренёк из Антверпена» (итал. le Manchole, Il Manciola, Il Manciolla, Il Mozzo di Anversa), а также «Винсент Вкусное угощение» (нидерл. Vincenz Leckerbetien, Vincent Leckerbeetjen).
Существуют (примерно с 1663 года) косвенные свидетельства того, что у него отсутствовала правая рука или правая кисть. Это объясняет его прозвания «le Manchole, Il Manciola», которые означают «калека». Неизвестно, почему его также называли «Leckerbeetjen» или «Leckerbetien». Эти имена означают «гурманство» или «лакомство», но также могут быть отсылкой к именованию брабантского героя Герарда ван Хаувелингена. Неизвестно, вступил ли Винсент Адриансен в общество «Перелётные птицы», или «Бент» (нидерл. bent — клуб, собрание, нидерл. Bent vogels — перелётные птицы, или нидерл. Bentvueghels — «птицы пера») — братство иностранных художников, прибывавших в католический Рим из северных стран (главным образом из Нидерландов и Германии) с целью изучения классического искусства и совершенствования мастерства. В обществе существовал обычай давать своим членам новое «кривое» имя, возможно, отсюда прозвища художника.
Винсент Адриансен умер в Риме в возрасте около восьмидесяти лет. Он был учителем Микеланджело Черквоцци и Яна де Момпера в Риме и Луиджи Гарци во время его проживания в Париже.

## Галерея

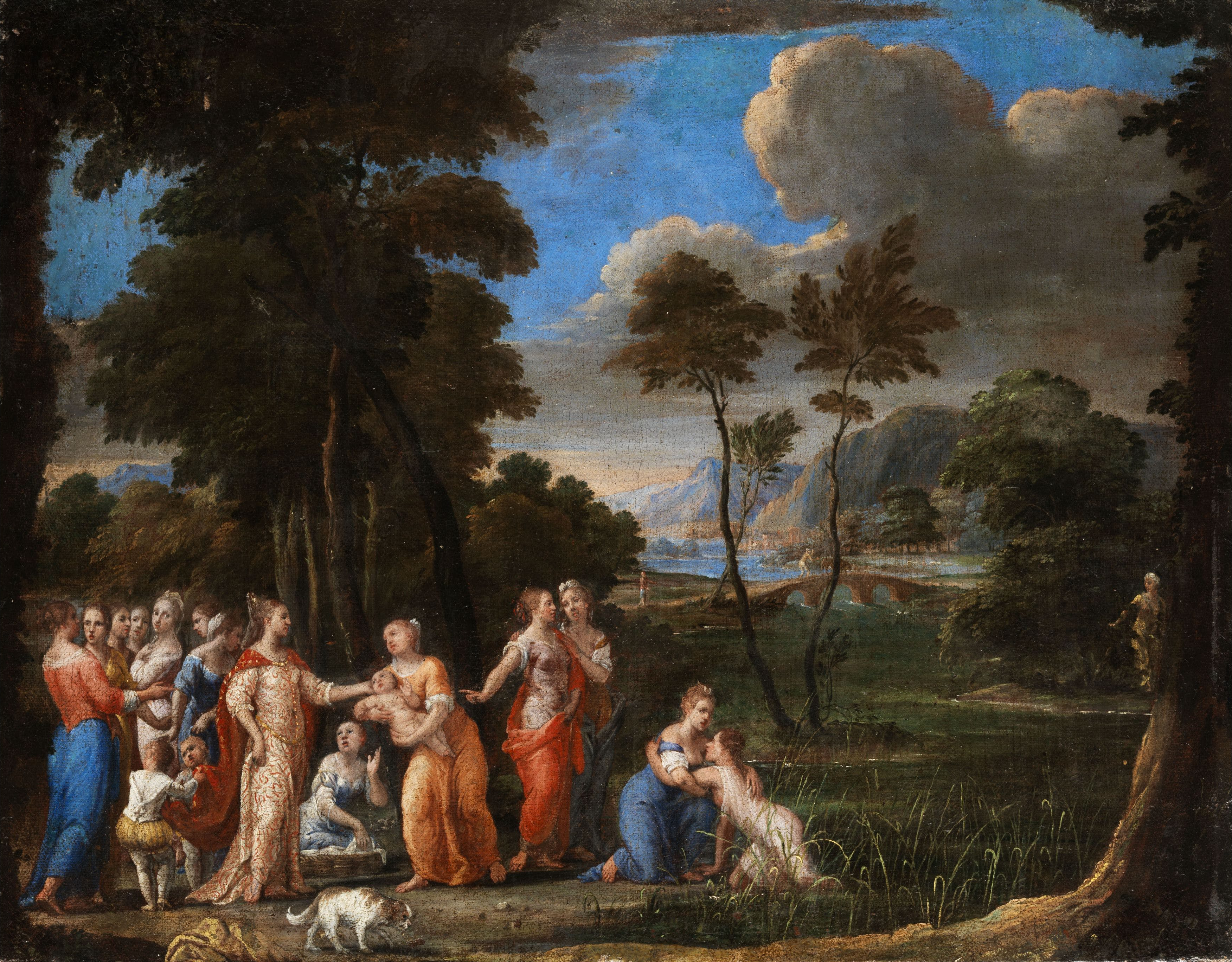
Нахождение Моисея. Холст, масло. Частное собрание
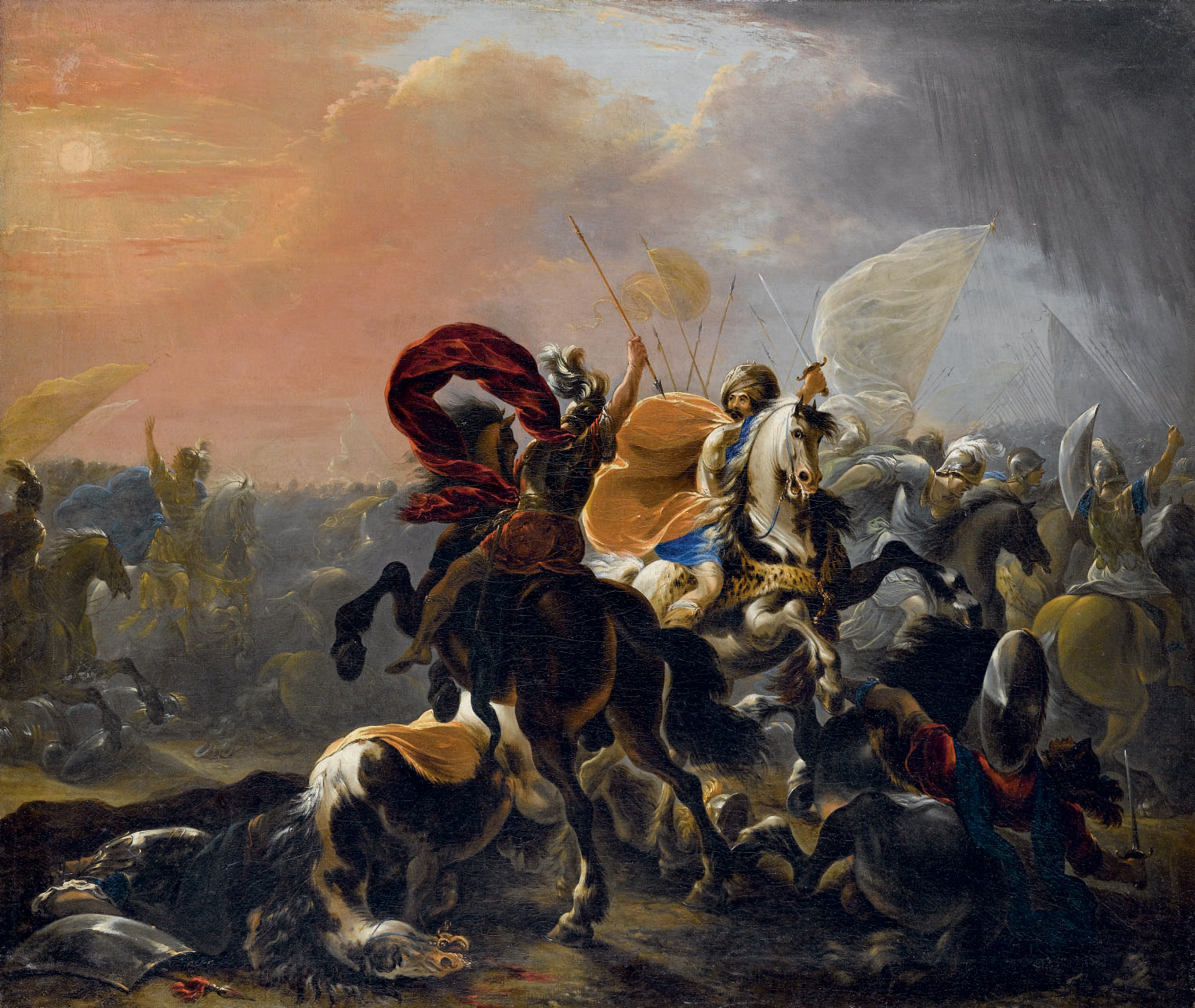
Сражение конниц турок и христиан. Холст, масло. Частное собрание
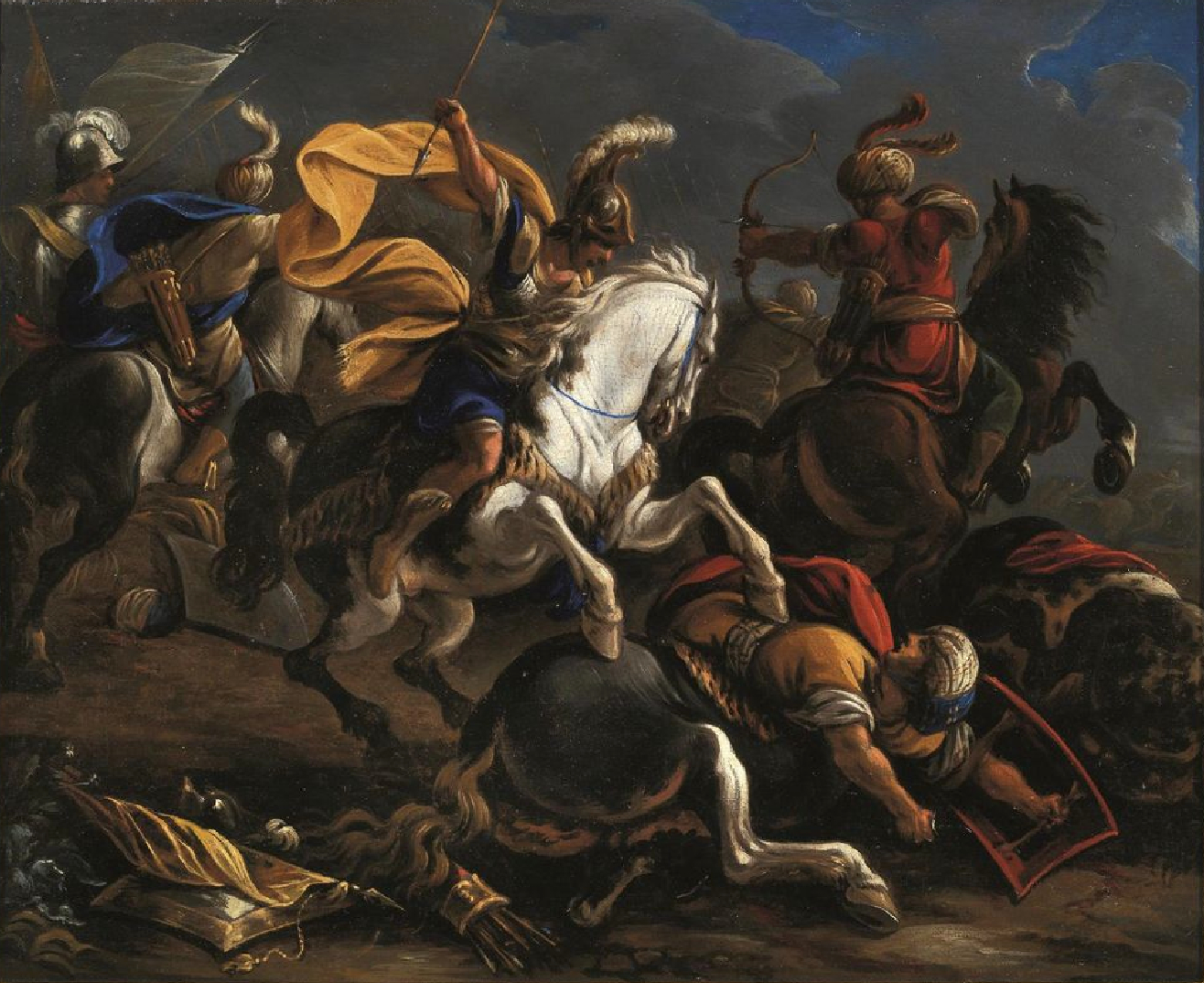
Сражение турок и христиан.
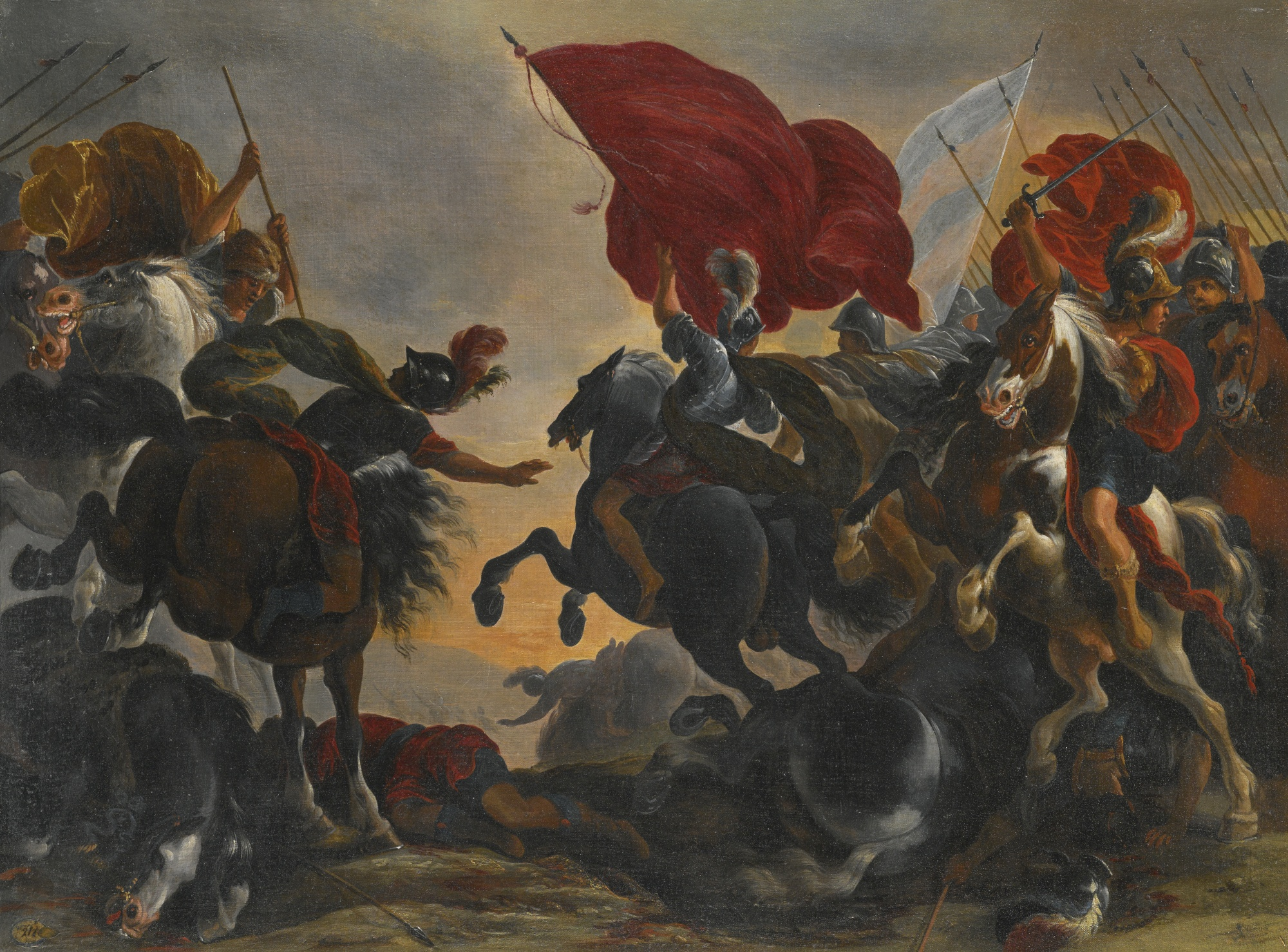
Конная батальная сцена. Холст, масло. Частное собрание
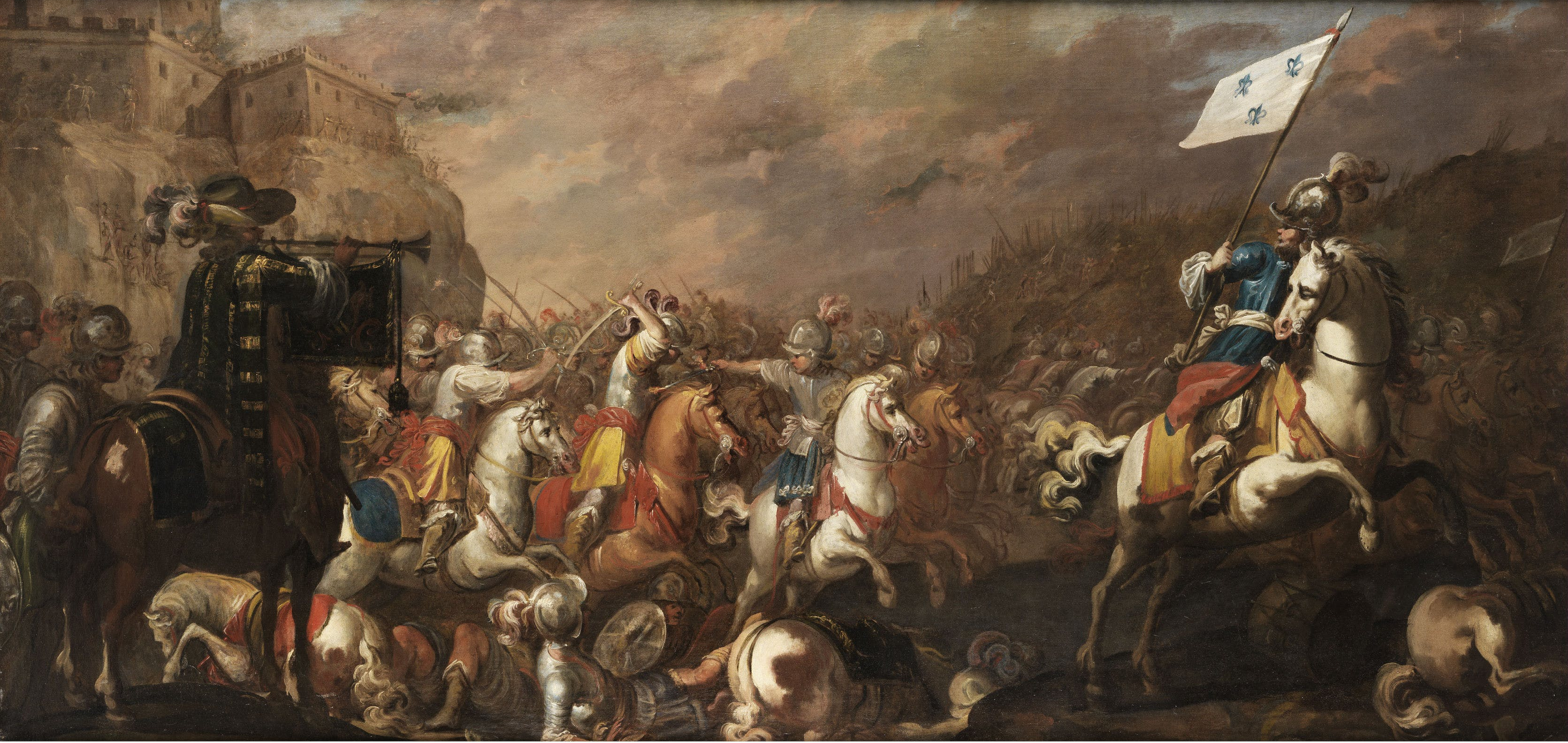
Поле битвы. Между 1610 и 1675. Холст, масло. Частное собрание